# Südfall
Südfall (en danés: Sydfald) es una de las Islas Frisias del Norte en el Mar de Wadden en la costa occidental del estado de Schleswig-Holstein al norte del país europeo de Alemania.  Tiene una superficie de 0,56 kilómetros cuadrados y depende administrativamente de la municipalidad y distrito de Pellworm. Posee una longitud de 1,2 kilómetros con un ancho de 620 metros.

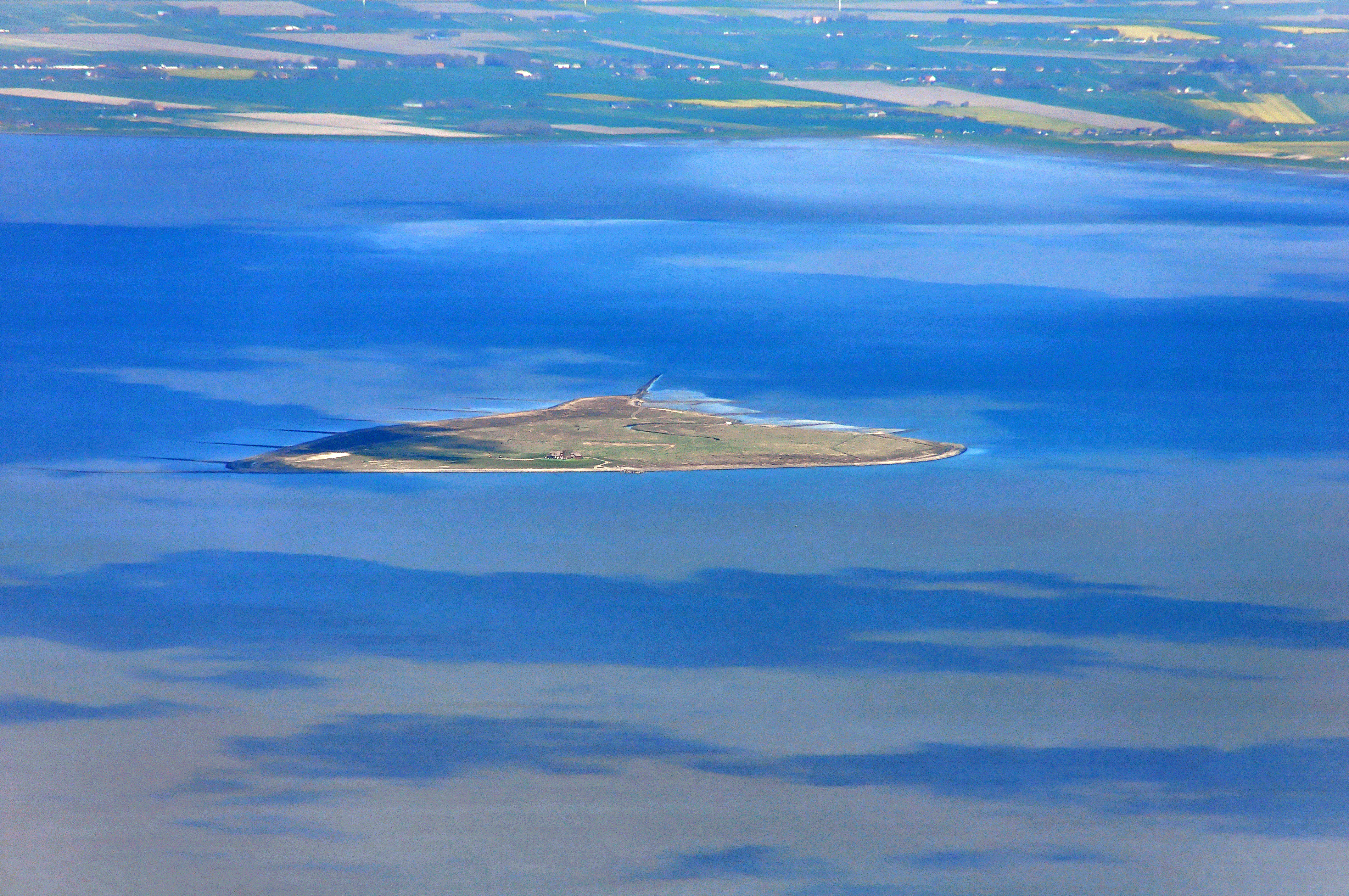
Südfall
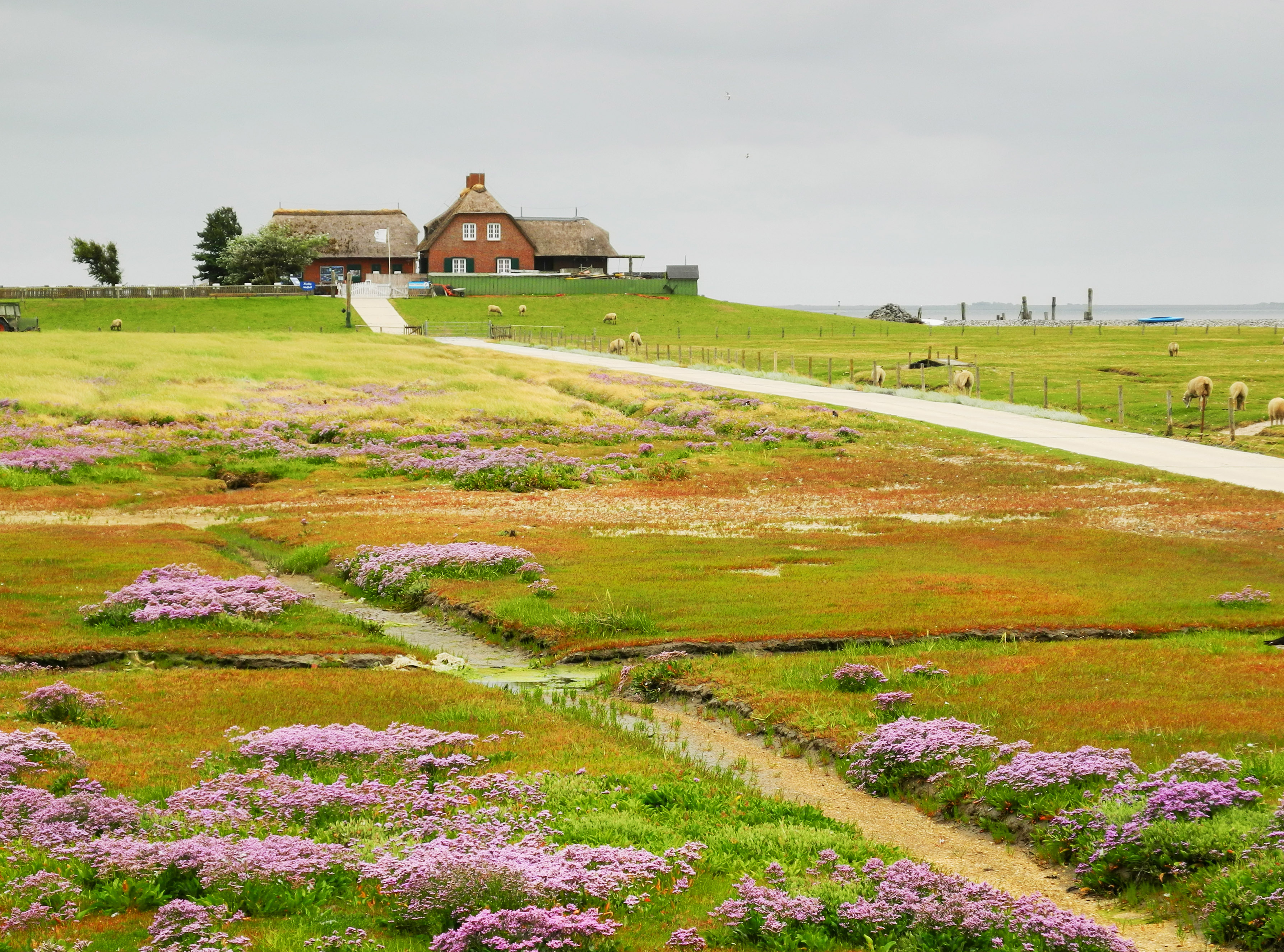
Südfall
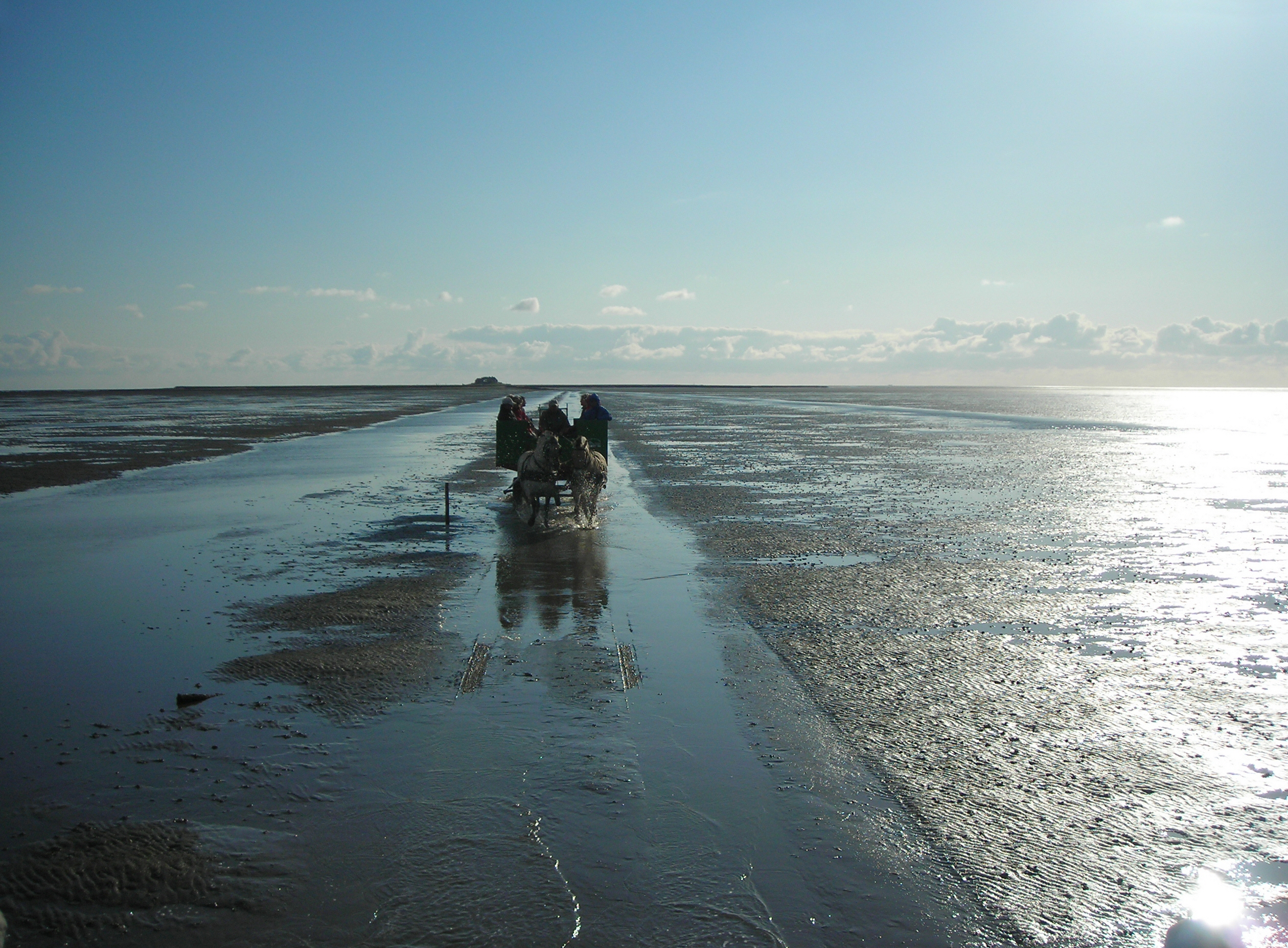
Südfall